# Valerija Strachova
Valerija Mychajlivna Strachova (Cyrillisch: Валерія Михайлівна Страхова) (Kertsj, 9 juni 1995) is een tennisspeelster uit Oekraïne. Strachova's favoriete ondergrond is hardcourt. Zij speelt rechtshandig en heeft een tweehandige backhand. Zij is actief in het internationale tennis sinds 2011.

## Loopbaan
In 2013 won Strachova in Shymkent (Kazachstan) haar eerste ITF-toernooi in het enkelspel. In 2014 won zij in Amarante (Portugal) samen met Anastasija Komardina ook haar eerste ITF-titel in het dubbelspel.
In 2015 had zij haar WTA-debuut op het toernooi van Boekarest, samen met haar landgenote Anastasija Vasyljeva.
In november 2021 kwam Strachova binnen op de mondiale top 150 in het dubbelspel.
Strachova stond in 2023 voor het eerst in een WTA-finale, op het dubbelspel van het toernooi van Cluj-Napoca, samen met Française Léolia Jeanjean – zij verloren van Jodie Burrage en Jil Teichmann. In september 2024 steeg zij naar de top 100 van de wereldranglijst.

## Posities op deWTA-ranglijst
Positie per einde seizoen:
| jaar | rang enkelspel | rang dubbelspel |
| ---- | -------------- | --------------- |
| 2011 | –              | 1229            |
| 2012 | 880            | –               |
| 2013 | 640            | 891             |
| 2014 | 414            | 535             |
| 2015 | 284            | 311             |
| 2016 | 267            | 175             |
| 2017 | 355            | 231             |
| 2018 | 289            | 330             |
| 2019 | 368            | 357             |
| 2020 | 382            | 365             |
| 2021 | 434            | 156             |
| 2022 | 370            | 129             |
| 2023 | 307            | 110             |

## Palmares
| Legenda                 |
| ----------------------- |
| Grandslamtoernooi       |
| Olympische Spelen       |
| Year-End Championships  |
| Premier Mandatory       |
| Premier Five / WTA 1000 |
| Premier / WTA 500       |
| International / WTA 250 |
| Challenger / WTA 125    |

### WTA-finaleplaatsen enkelspel
geen

### WTA-finaleplaatsen vrouwendubbelspel
| nr.              | finale     | toernooi          | ondergrond    | partner             | tegenstandsters                      | score    |         |
| ---------------- | ---------- | ----------------- | ------------- | ------------------- | ------------------------------------ | -------- | ------- |
| gewonnen finales |            |                   |               |                     |                                      |          |         |
| geen             |            |                   |               |                     |                                      |          |         |
| verloren finales |            |                   |               |                     |                                      |          |         |
| 1.               | 2023-10-22 | WTA Cluj-Napoca   | hardcourt (i) | Léolia Jeanjean     | Jodie Burrage Jil Teichmann          | 1-6, 4-6 | details |
| 2.               | 2024-11-02 | WTA Santa Cruz    | gravel        | Aliona Bolsova      | Nuria Brancaccio Leyre Romero Gormaz | 4-6, 4-6 | details |
| 3.               | 2024-12-07 | WTA Florianópolis | gravel        | Nicole Fossa Huergo | Maja Chwalińska Laura Pigossi        | 6-7, 3-6 | details |